# Georges Mareschal
Pour les articles homonymes, voir Mareschal.
Charles Georges Mareschal de Bièvre, né le 8 avril 1658 à Calais et mort le 13 décembre 1736 au château de Bièvres, est un chirurgien français. Il fut notamment le premier chirurgien et confident du roi Louis XIV.

## Naissance et formation
Il est le fils de John (George) Marshall (mort en 1671), gentleman irlandais émigré en France, officier d'infanterie dans l'armée de Louis XIII, blessé à la bataille de Rocroi (1643), amputé du bras droit, établi hôtelier à Gravelines, retiré à Calais où il mourut pauvre.
Orphelin de père à treize ans, Mareschal est recueilli par son tuteur, Paul Knopf, chirurgien-barbier de Gravelines, qui l'emploie comme aide. En 1677, il se rend à Paris et s'y installe comme assistant d'un chirurgien de Saint-Côme. Il réalise très vite ses premières saignées, soigne des blessures. Vers 1680, il apprend l’anatomie en travaillant bénévolement à l’hôpital de la Charité, l’un des plus importants de Paris. En 1684, il entre officiellement à la Charité, où il devient maître-chirurgien en 1688, puis chirurgien en chef de 1692 à 1703. Il bénéficie rapidement d’une excellente réputation. 

## Premier chirurgien du roi
Le 8 septembre 1696, il est appelé à donner son avis sur la maladie du roi Louis XIV, qui a un énorme abcès à la nuque dû à un anthrax. En 1698, il opère le duc de Villeroy d'une hernie.
Georges Mareschal est nommé à la charge stratégique de Premier chirurgien du roi Louis XIV le 14 juin 1703. Il succède à Charles-François Félix, et conservera cette charge sous le jeune Louis XV, jouissant de la confiance et de l'amicale estime de ces deux souverains. Bien que démissionnaire au bénéfice de son fils aîné en 1719, il sera maintenu auprès du jeune monarque jusque vers 1730.
Il est alors un membre essentiel de l’entourage du roi, qu’il suit partout. En bonne entente avec le Premier médecin du roi Dodart, il soigne d’autres grands personnages de la cour, notamment Racine. De nombreux souverains étrangers le consultent.

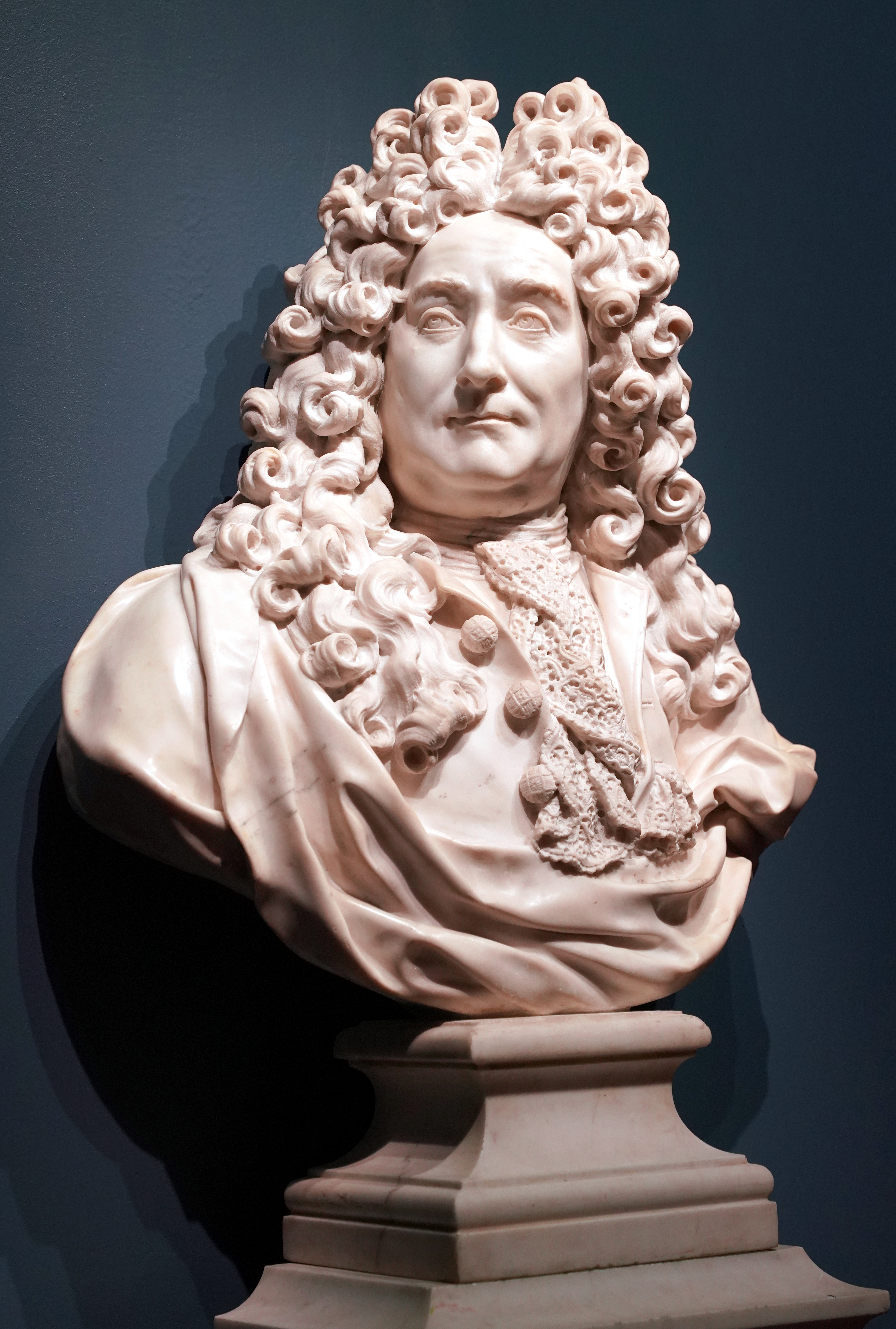
Son buste par François GIrardon, présenté au château de Versailles.

En 1704, il opère le duc de Saint-Simon avec lequel il se lie d'amitié. Pour Saint-Simon, Mareschal est « le premier de tous en réputation et en habileté (...) fort peu d'esprit, très bon sens, connaissait bien ses gens, était plein d'honneur, d'équité, de probité et d'aversion pour le contraire ; droit, franc et vrai, et fort libre à le montrer, bon homme et rondement homme de bien et fort capable de servir, et par équité ou par amitié, de se commettre très librement à rompre des glaces auprès du roi, quand il se fut bien initié et on l'était bientôt dans ces sortes d'emploi familiers auprès de lui. »
Georges Mareschal est nommé « Maître d'hôtel du roi », en avril 1706, et anobli par lettres patentes, en décembre 1707. 
En septembre 1709, il opère le maréchal de Villars, blessé au genou à la bataille de Malplaquet et lui évite l’amputation en extrayant la balle et en cautérisant la plaie. En novembre 1710, il soigne le duc d'Orléans des suites d'une chute de cheval, puis en novembre 1711 opère le comte de Toulouse d'une « pierre grosse et pointue », recevant en récompense dix mille écus, qu'il tente de refuser avant de devoir les accepter. 
En août 1715, il veille le roi Louis XIV, atteint de la gangrène, tente une opération pour le sauver, constate sa mort le 1er septembre puis pratique son autopsie et son embaumement.
En 1731, il a fondé, avec François Gigot de Lapeyronie, l'Académie royale de chirurgie. On lui doit aussi d'avoir fait progresser la chirurgie lithotomique.

## Titres et distinctions, famille
Il figure parmi les premiers chevaliers de Saint Louis lors de la création de cet Ordre. Il est décoré de l'Ordre royal de Saint-Michel en 1723, après avoir guéri l’infante d’Espagne. 
Seigneur de Bièvres-le-Châtel (terre acquise en 1712), Seigneur de  Vélizy , etc., chevalier de l'ordre de Saint-Michel (1723), Chirurgien du Roi, Académie Royale de Chirurgie, Chevalier de l'Ordre de Saint Louis.
Il épouse en 1684 Marie Roger, dont trois fils, notamment Georges (1685-1747), seigneur de Bièvres, qui lui succéda dans sa charge (il fut également fermier général), et François, qui fut abbé et conseiller-clerc au parlement. Le premier eut, d'Anne Blanchet, six enfants survivants ; l'aîné des fils fut Georges-François (1719-1747), seigneur de Bièvres, Vélizy et Montéclain, conseiller au parlement, mais il mourut jeune, à 28 ans ; il avait épousé Marie-Anne Eynaud.
Leur fils, le marquis de Bièvre (1747-1789, né posthume, et qui perdit sa mère à cinq ans), devenu célèbre pour ses mots d'esprit et ses calembours, est l'arrière-petit-fils du chirurgien.
Georges-François eut notamment deux frères qui continuèrent la descendance.

## Annexes

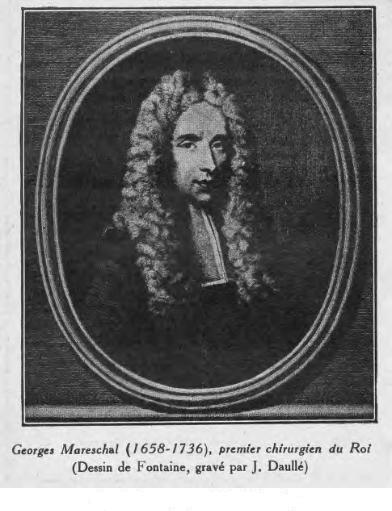
Georges Mareschal par Fontaine.